# Live from Paris
Live from Paris is een live-album van de Ierse band U2.
Het album is alleen verkrijgbaar via iTunes. De releasedatum van het album is 21 juli 2008.
Live From Paris werd uitgebracht als speciale uitgave door het 20-jarig bestaan van het album The Joshua Tree.

## Tracklist
1. I Will Follow
2. Trip Through Your Wires
3. I Still Haven't Found What I'm Looking For
4. MLK
5. The Unforgettable Fire
6. Sunday Bloody Sunday
7. Exit
8. In God's Country
9. The Electric Co.
10. Bad
11. October
12. New Year's Day
13. Pride (In the Name of Love)
14. Bullet the Blue Sky
15. Running to Stand Still
16. With or Without You
17. Party Girl
18. "40"